# NGC 2050
NGC 2050 је расејано звездано јато у сазвежђу Златна риба које се налази на NGC листи објеката дубоког неба.
Деклинација објекта је - 69° 23' 1" а ректасцензија 5h 36m 38,9s. Привидна величина (магнитуда) објекта NGC 2050 износи 9,3 а фотографска магнитуда 9,5. NGC 2050 је још познат и под ознакама ESO 56-SC170.